# 閉暗所愛好会
『閉暗所愛好会』（へいあんしょあいこうかい）は、掘骨砕三の成人漫画。全8話、単行本全1巻。2001年9月から2003年2月までアイラ及びアイラデラックスに連載された。

## 概要
スカトロをメインに身体改造、同性愛、ペドフィリアなど性的倒錯な面が強く、全編変態的な性描写で埋め尽くされた作品。
作中で広げられた風呂敷、伏線を回収しきる高いストーリー展開も特徴で、閉暗所愛好会の世界を描く重要な要素となっている。
各話のサブタイトルは生物（かな、漢字、英語の三種）で構成され、その生物の特性が話の中心となる特別会員の閉暗所嗜好を暗示している。

## 閉暗所愛好会
閉暗所愛好会とは暗くて狭いところが好きな人たちに専用個室を提供する組織である。個室は全て会員個人のものとして、面積や内装など自由な設定が行え、趣味により押し入れ風や土管、机の下などが作られる。特別会員では更に様々な工夫を凝らした特殊な閉暗所が用意される。特別会員は権限も強く、職員への様々な依頼も難無く行える。会員は裕福でなければなれない。
閉暗所愛好会は、職員、特に特別会員専属職員は非常に厚遇だが秘密主義であり、医療部による職員に対する身体の変化は告知せず行われていた。特別会員の最後の目的も、職員には最後まで秘密にされている。
また、特別会員になるための契約は、悪魔との契約地味ている。

## あらすじ
主人公の黒川準は閉暗所愛好会職員。ある日黒川は配置換えを命ぜられ、7人の特別会員の専属とされることになった。
1人目の松ヶ原さねは外見が実際の年齢よりもとても若く見えた。ある拍子からスカトロを交えたセックスを行うようになるが、これも仕事の内だと知らされる。そして次やその次の特別会員も同様に外見が実際の年齢より若く、世話とセックスを行う日々が続く。そんな中で黒川は自分の身体と性嗜好が変化していること、特別会員たちが時間と逆行するように小柄になっていくことに気付いていた。
7人目の関戸朋昌は特別会員となる契約をした職員だった。黒川は彼と接するうちに、自分の身体と性嗜好が何のために変化しているのかを理解し、契約を行うことを決意する。
縮み続ける7人の特別会員のうち、初めに新港澄が「残り1年」となった。赤子ほどにまで縮んでいた新港は「遣り残しは」と問われ「もういいよ」と答えた。新港は黒川と一子のセックスを通じ、一子の子宮へと入っていった。
特別会員となった黒川は、自分も一子の腹の中に入るのだろうと悟るのであった。

## 登場人物
黒川準（くろかわ じゅん）
主人公。男。特別会員専属になってからはセックス漬け。
松ヶ原さね（まつがはら さね）
第一話 もぐら 鼬鼠 mole
土で埋め尽くした部屋に穴倉を掘り住まう閉暗所嗜好をしている。また、栗谷柾の元妻。初登場時の容姿は20代前半。
白石唱（しらいし となえ）
第二話 ビーバー 海狸 beaver
個室を水で隔てたい閉暗所嗜好。温水プールの中に個室がある部屋が用意されている。初登場時の容姿は20代前半。
玖珂幟（くが のぼり）
第三話 とっくりばち 徳利蜂 wasp
人の糞便を使い自ら小型の巣穴のようなものを作る閉暗所嗜好。初登場時の容姿は20代前半。
栗谷柾（くりたに まさき）
第四話 かき 牡蠣 oyster
牡蠣のように蓋が閉まる3m程の箱内で、赤ちゃんのように扱われたい性的嗜好を持つ。女性的な風貌だが男。初登場時の容姿は20代前半。
三倉岳熾（みくらだけ おき）
第五話 かたつむり 蝸牛 snail
車輪の付いた1.5m程の箱に入り蝸牛のように移動する。
他の特別会員と違い、セックス三昧ではなく、一日5時間ほど児童文学を音読させている。初登場時の容姿は小学生程度。
新港澄（しんみなと 読み不明）
第六話 みのむし 蓑虫 bag worm
蓑のように天井からぶら下げられた3m程の個室を利用する。初登場時の容姿は小学生程度。米寿を迎えている。
関戸朋昌（せきど ともまさ）
第七話 カンガルー 大袋鼠 kangaroo
完全に変化し終わった体を持ち、腹部にカンガルーのような膜を持つ。初登場時実年齢59歳。容姿は20代前半。
前空さん（みっちゃん）
第七話 カンガルー 大袋鼠 kangaroo
関戸の腹部の膜内に住む。初登場時92歳。容姿は3、4歳児程度。
猿猴橋事務長
閉暗所愛好会の事務長。
一子たち姉妹の祖父であり、眼鏡を掛けた見た目70歳前後の男性。年老いたり縮んだりする登場人物の中で、猿猴橋の家系は作中で何年経っても容姿が変わらない。
猿猴橋一子（えんこうばし いちこ）
普段は職員用食堂を担当する。たまに最後の一年となった特別会員を最後に預かる。五つ子姉妹。
猿猴橋五子（えんこうばし いこ）
医療部を担当する。いつもは五子が最後の一年となった特別会員を最後に預かる。
ハナエ
松ヶ原さね・栗谷柾の娘。風貌から60代前後だということがうかがえる。
黒川準の世話係
最後の四コマに登場。